# Babianer
Babianer (Papio) är ett släkte i familjen markattartade apor. Släktets namn kommer från fornfranska "babine" (läpp) och syftar på den framskjutande nosen. Antalet arter är omstritt. Vissa forskare räknar alla populationer till samma art medan andra skiljer mellan fem eller sex olika arter. Babianer förekommer främst på den afrikanska savannen men även i andra habitat. De är inte lika starkt hotade som andra primater, och endast en art listas av IUCN som nära hotad. Babianer lever i stora flockar med ett väl utvecklat socialt beteende.

## Utbredning
Babianen förekommer över nästan hela Afrika, med undantag av området norr om Sahara samt Madagaskar. Andra områden där babianer saknas söder om Sahara är västra Afrikas sydvästra hörn, största delen av Afrikas horn, täta regnskogar i Kongobäckenet och Kalahariöknens västra delar. Arterna lever i låglandet och i bergstrakter, vanligen upp till 3200 meter över havet.
Som en av få primater förekommer babianer även i kontinentens nordöstra del, i Egypten och Sudan. I Sudan finns, förutom anubisbabian, även diademmarkatta, husarapa och dvärggalago. Arten mantelbabian finns även på Arabiska halvön. Denna population är möjligtvis införd av människan.

## Kännetecken
Babianer utmärker sig genom sin långa näsa, som påminner om en hundnos, och sin satta, kraftiga kropp. De har mycket starka tänder och käkar, väl i klass med de större rovdjuren. Ögonen ligger djupt under de framskjutande ögonbrynen. Mellan hannar och honor finns stora skillnader i storlek och utseende. Några hannar når dubbla storleken jämfört med honor och de har dessutom en tydlig man vid bakhuvudet. Kroppslängden är 50–115 centimeter och svansen, som alltid är något kortare än kroppslängden, blir upp till 76 centimeter lång. Hos den största arten, chacmababian (P. ursinus), blir hannar upp till 44 kilogram tunga.
Pälsen är tät och grov. Kroppsfärgen varierar beroende på kön och art, mellan silverfärgad, gulaktig, olivgrön och brun. Nosen saknar hår och är svart hos alla arter utom mantelbabianen som har rosa nos. Även på stjärten saknas hår. Detta kroppsparti blir hos honor större och tydligt rödaktigt när de är parningsberedda. Ungar har en avvikande pälsfärg som är mörkare och mer brunaktig än de vuxna djurens päls. Färgen kan vara svart, brun eller rödbrun. Även öronen är i princip nakna. Hos hannar är öronen vanligen gömda i den tjocka manen. Babianer har lika långa extremiteter.

## Ekologi

### Habitat och rörelsesätt
Babianen använder både ben och armar när den tar sig fram på marken. Individerna är aktiva på dagen och vistas i halvöknar, savanner, öppna skogar och klippiga regioner. Trots att de huvudsakligen lever på marken har de god förmåga att klättra i träd eller bergsregioner. De klättrar till exempel upp i träd eller upp på avlägsna klippor när de vill sova eller vara ostörda. När de går på marken håller de svansen i en båge. Vid letandet efter föda vandrar de ibland 20 kilometer per dag. För de flesta exemplar är 3 till 4 km per dag vanligare.

### Socialt beteende

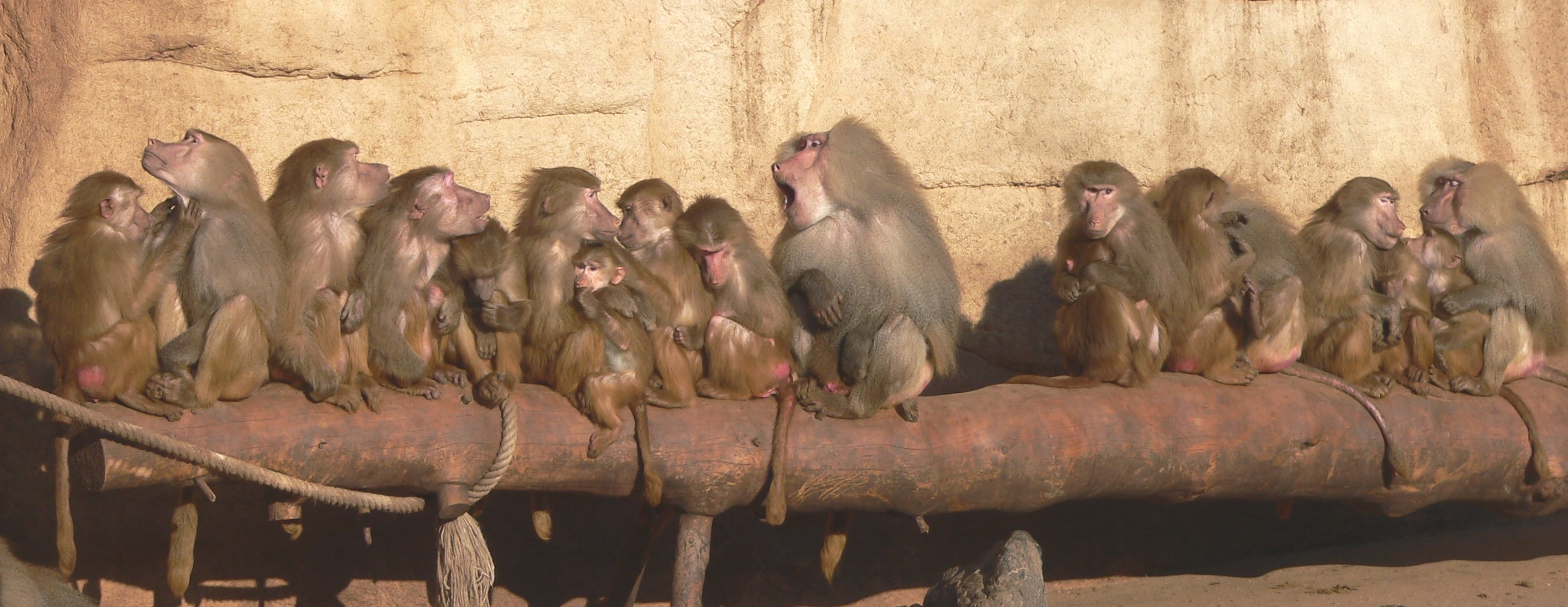
En grupp mantelbabianer

Babianer lever i grupper på mellan 5 och 250 individer. Flockens storlek beror på art, tillgång till föda och antalet skyddade platser i träd och på klippor där de kan sova. Det finns två former av flockar: den blandade gruppen med flera hannar och många honor samt grupper med en alfahanne med flera honor. I sällsynta fall kan upp till 750 exemplar vila tillsammans.
- De blandade grupperna bildas av några hannar och många honor. Unga hannar måste lämna flocken när de blir könsmogna. För att komma in i en annan grupp genomgår de aggressiva strider med flockens ursprungliga hannar. På så sätt bestäms en ny hierarki. Honor stannar hela livet i gruppen, och deras sociala ställning bestäms efter ålder och släktskap. Hierarkin bestämmer bland annat möjligheten till parning samt tillgång till föda. Blandade grupper finns till exempel hos anubisbabian, chacmababian och savannbabian men sällan hos mantelbabian.[1]

- Grupper med en hane och flera honor förekommer främst hos mantelbabianer. Den dominanta hannen ser till att honorna stannar i hans närhet. Hos dessa grupper lämnar alla ungar flocken när de blir könsmogna (även honor). Unga hannar kommer på olika sätt till en egen grupp. De strider till exempel mot en etablerad hanne eller attraherar enskilda honor som sedan lämnar sin ursprungliga grupp. Vissa hannar bildar en ny grupp med unga honor som just har lämnat gruppen där de föddes. Ibland bildar flera flockar en större ansamling men hannarna är noga att ingen hona hamnar i en annan flock. Konflikter som uppstår i dessa ansamlingar utkämpas bara mellan hannarna.

Även om babianer normalt har ett aggressivt och hierarkiskt socialt mönster så finns det exempel på hur en flock babianer, sedan de aggressivaste hanarna dött, under en lång period (minst 10 år) bibehållit ett signifikant mindre aggressivt levnadssätt. Strider mellan honor uppkommer bara för att få alfahannens uppmärksamhet.

### Naturliga fiender
Babianernas naturliga fiender är leoparder, lejon, geparder, stora rovfåglar och schimpanser. Babianer är vanligen aggressiva mot angripare. Med sina kraftiga hörntänder kan de åsamka fienden svåra sår när de känner sig hotade. Ibland drabbas även människor.

### Föda
Födan består huvudsakligen av rotfrukter, lök, gräs och nedfallna frukter. De äter även insekter, spindlar samt ibland skorpioner, myror och snäckor. Vanligen är deras byten små men de kan även fälla harar, markattor eller i enstaka fall en ung gasell. Allmänt är de anpassade till näringsfattiga födoämnen. De kan överleva i torra regioner som inte är lämpliga för andra primater.

## Fortplantning

### Parningsbeteende
Parningsbeteendet beror på gruppens sammansättning. I blandade grupper har varje hanne möjlighet att para sig med varje hona. Honor parar sig vanligen först med hannar som står högre i hierarkin. Därför utkämpar hannar aggressiva strider när honorna är parningsberedda. Dessutom finns andra möjligheter för hannar att vinna en honas vänskap. Den kan vårda honans päls, hjälpa till med ungarnas uppfostran eller hämta föda. Vanligen föredrar honor vid parningen de hannar som de har en vänskaplig relation med. Initiativet till parningen utgår från honan när hon visar sin förstorade bakdel.
I grupper med en hane och flera honor vaktar hannen så att honorna stannar i närheten. Hannen biter ibland en hona när hon närmar sig en annan hanne. Trots allt händer det ibland att en hona parar sig med en främmande hanne, till exempel med unga hannar som följer efter gruppen. Även om den etablerade hannen strider aggressivt mot inkräktaren kan han inte alltid hålla kvar honorna.

### Ungarnas uppfostran

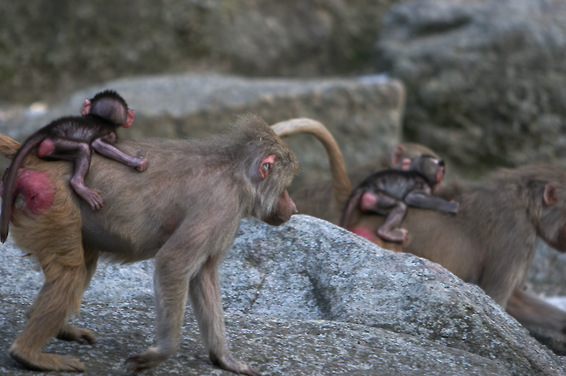
Honor med ungar

Honor föder i genomsnitt en enda unge vartannat år. Dräktigheten varar cirka 6 månader. Ungen har i början en vikt av ett kilogram och har svart färg. Ansvariga för uppfostran är huvudsakligen honorna, inte bara modern utan även andra honor från flocken. I blandade grupper kan också hannar vara delaktiga, till exempel genom att leka med ungen. Efter nästan ett år slutar honan att ge di och efter fyra till sex år är ungarna könsmogna. Trots könsmognaden behöver hannar vara 7 till 10 år gamla vid första parningen. Innan är deras position i hierarkin för låg. Hannar och även honor från grupper med en hane och flera honor, lämnar sin ursprungliga flock i regel kort innan de blir könsmogna.
Den äldsta kända individen i fångenskap blev 45 år gammal. Det antas att de i naturen blir omkring 30 år gamla.

### Hybrider
Babianer av olika arter som lever i samma region kan para sig med varandra. Vanligen finns denna möjlighet bara teoretiskt. Till exempel kan hannar av anubisbabian inte para sig med honor av mantelbabian då de saknar förmåga att etablera och försvara en grupp med honor. Däremot har vid flera tillfälle hannar av mantelbabian iakttagits, som jagat bort hannar av anubisbabian för att föra anubisbabianhonorna till sin egen grupp. Ungarna som uppstår efter dessa hybridiseringar har anubisbabianens sociala beteende och kan inte etablera en egen grupp med honor.

## Systematik

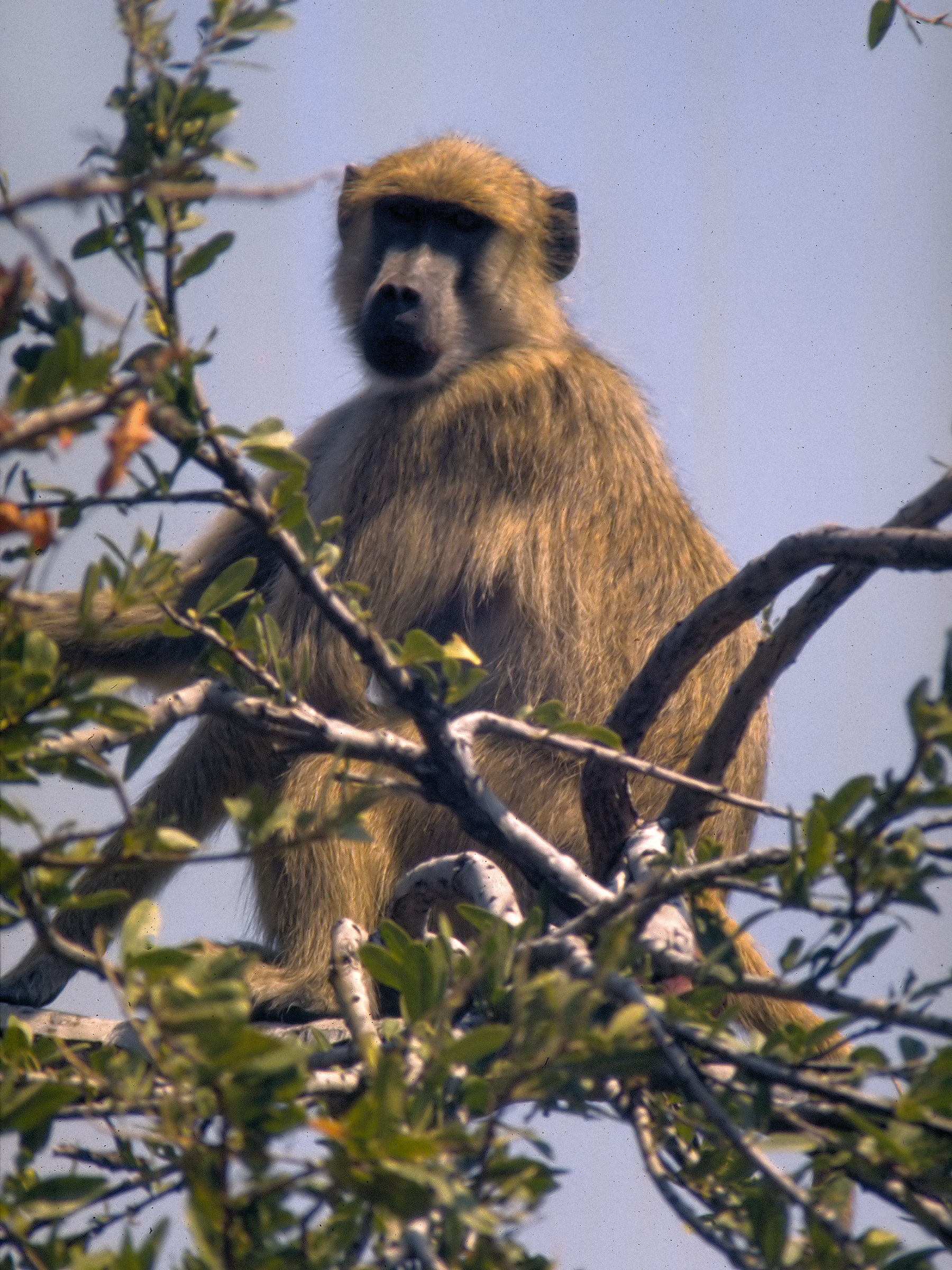
Chacmababian

Babianer listas i underfamiljen Cercopithecinae till tribus Papionini. Den evolutionära utvecklingen av dessa grupper är omstridd. Tidigare antogs att mandrillerna är babianernas närmaste släktingar och de listades ibland i samma släkte. Efter en studie från 1998 av djurens DNA betraktas numera arten gelada som babianernas närmaste släkting. Resultatet av studien presenteras i följande kladogram:
```
Papionini
│
├──
Makaker
 (
Macaca
)
└──N. N.
     |
     ├──N. N.
     │   ├──
Mandriller
 (
Mandrillus
)
     │   └──
Cercocebus

     │
     └──N. N.
         ├──
Lophocebus

         └──N. N.
              ├──
Gelada
 (
Theropithecus
)
              └──Babianer (
Papio
)
```

Den under tidig 2000-talet ny upptäckta höglandsmangaben ingick inte i förut nämnda studie. Den är troligen närmare släkt med babianer än geladan.
Vanligen delas släktet upp i fem arter som alla är nära släkt med varandra. I regioner där olika arter förekommer samtidigt uppstår ibland hybrider, det vill säga ungar med föräldrar av olika arter. Därför kategoriseras babianerna av vissa zoologer som underarter till en enda art, Papio hamadryas, eller så räknas anubisbabian och chacmababian som varianter av savannbabianen. Nyare undersökningar, till exempel av Colin Groves (2001 och 2005), godkänner däremot fem arter. Orsaken ligger även i olika uppfattningar om hur en art ska definieras, enligt individernas anatomiska egenskaper (morfologi) eller förmåga att para sig med varandra. 
Här listas de fem taxonen:
- Anubisbabian (P. anubis), har det största utbredningsområdet, kännetecknas av en olivgrön päls.
- Savannbabian (P. cynocephalus), är mera gulaktig, lever i östra och södra Afrika.
- Mantelbabian (P. hamadryas), fick namnet på grund av hannarnas långa hår, hannar är silvervita och honor brunaktiga, förekommer i nordöstra Afrika och på Arabiska halvön.
- Röd babian (P. papio), är den minsta arten och har det minsta utbredningsområdet, finns i västra Afrika (Guinea, Senegal, Mauretanien, Mali).
- Chacmababian (P. ursinus), är den största arten, har en gråbrun päls och lever i södra Afrika.

I boken om primater i serien Handbook of the Mammals of the World från 2013 godkänns även Papio kindae som art. Den listades innan som underart till savannbabian.

### Fossil
Flera fossil av utdöda babianarter har upptäckts genom åren. Den mest kända är Papio robinsoni (synonym: Dinopithecus ingens) som blev med en vikt upp till 80 kg betydlig större än de nu levande babianerna. Den levde under sen pliocen och pleistocen i östra och södra Afrika. Det antas att arten levde av blad och andra växtdelar. Den gemensamma anfadern av de nu levande babianerna levde för cirka 2 miljoner år sedan.

## Babianer och människor

### Forntida Egypten

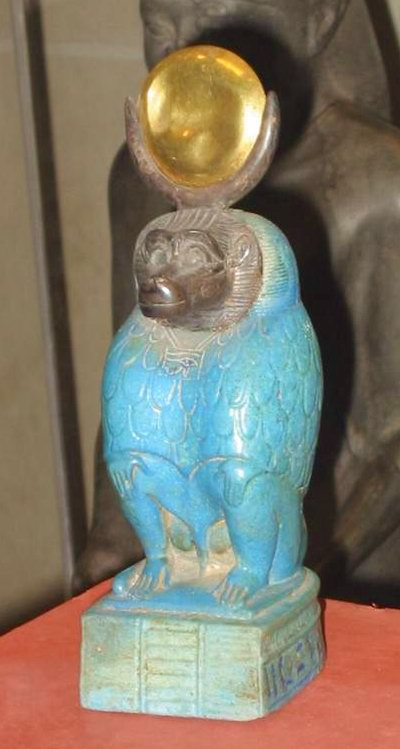
Guden Thot i skepnad av en babian, Louvren, Paris.

Mantelbabianer betraktades i forntida Egypten som heliga djur. Guden Thot avbildades ibland som en babian. Babianer nämns även i De dödas bok där de sitter på båtens bog, och den döda önskade sig rättvisa i dödsriket av dem. Babianer var fredade och det finns till och med babianmumier.
En annan gud var Hapy som vid begravningar och i graven bevakade det balsameringskärl (kanoper) som innehöll den dödes lungor.

### Sanfolket
I Sanfolkets mytologi förekommer babianer på olika ställen. I olika berättelser antecknas att babianer tidigare var elaka människor som förvandlades till apor för sitt råa beteende. På klippmålningar syns ibland individer som är hälften babian och hälften människa.

### Nutiden
Idag hålls babianer ofta i djurparker och de används även som försöksdjur. Ibland betraktas de som skadedjur när de hämtar sin föda från odlingsmark. I naturen är de inte rädda för människor och vistas i närheten av bosättningar. Enligt vissa berättelser överfaller de ibland böndernas mindre husdjur. I sällsynta fall attackerar de även människor och orsakar sår när de biter.
På grund av det stora utbredningsområdet och babianernas flexibilitet är de mindre hotade än andra primater. Bara den röda babianen (P. papio) listas av IUCN på grund av förstörelsen av levnadsområdet som nära hotad.